# Bundespsychotherapeutenkammer

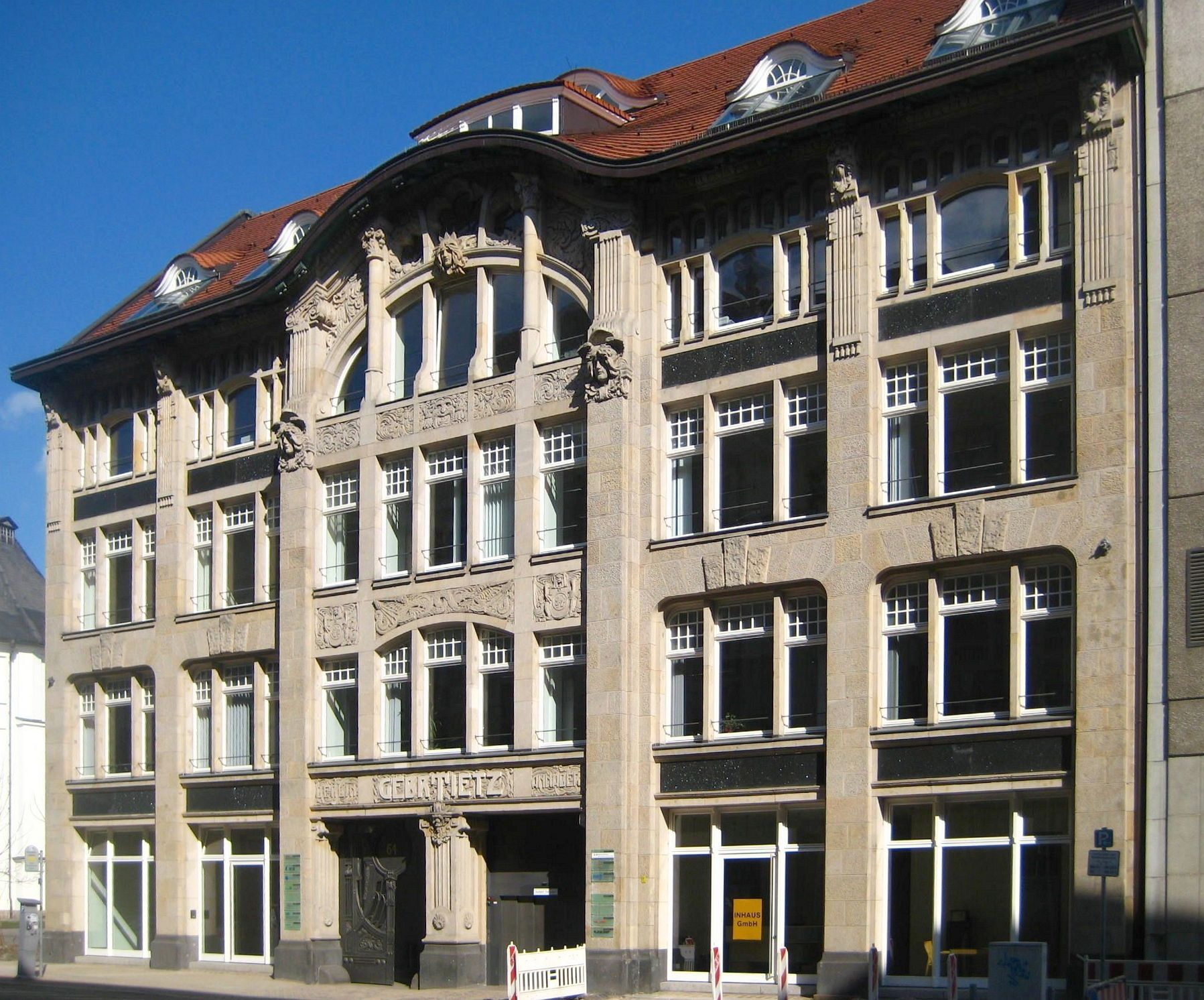
Bürogebäude der Bundespsychotherapeutenkammer

Die Bundespsychotherapeutenkammer (BPtK) ist die Arbeitsgemeinschaft der zwölf Landeskammern der Psychologischen Psychotherapeuten und der Kinder- und Jugendlichenpsychotherapeuten. Sie vertritt damit die Interessen von rund 52.000 angestellten und niedergelassenen Psychotherapeuten in Deutschland.

## Rechtsform
Im Unterschied zu den Landes-Psychotherapeutenkammern ist die Bundespsychotherapeutenkammer keine Körperschaft des öffentlichen Rechts oder Kammer im standesrechtlichen Sinne, sondern ein nicht eingetragener Verein ohne eigene Rechtsfähigkeit. Sitz der Bundespsychotherapeutenkammer ist Berlin, die Geschäftsstelle befindet sich unweit des Alexanderplatzes in Berlin-Mitte, Klosterstraße 64.

## Entstehung und Geschichte
Die Bundespsychotherapeutenkammer wurde am 17. und 18. Mai 2003 von den Präsidenten der bis dahin neun Landespsychotherapeutenkammern gegründet. Gründungspräsident war der 2005 verstorbene Verhaltenstherapeut Detlev Kommer. Die BPtK entstand in Folge der Novellierung der Heilberufe-Kammergesetze der Länder sowie der gesetzlichen Neustrukturierung der psychotherapeutischen Heilkunde in Ausgestaltung des 1999 in Kraft getretenen Psychotherapeutengesetzes (PsychThG). Die Gründung wurde vollzogen, obwohl zum damaligen Zeitpunkt noch nicht alle Bundesländer eigene Kammern gegründet hatten.
Präsidenten der Bundespsychotherapeutenkammer
- Detlev Kommer, 2003–2005
- Rainer Richter, 2005–2015
- Dietrich Munz, 2015–2023
- Andrea Benecke, seit 2023

## Zweck und Aufgaben
Zweck der Kammer ist der bundesweite und länderübergreifende Austausch unter den Psychotherapeutenkammern sowie eine gemeinsame Vertretung ihrer Anliegen und die einheitliche Entwicklung von Zielen, Leitlinien und Tätigkeiten. Vor allem zu nennen sind laut Satzung folgende Aufgaben:
- Vertretung der Belange der Psychotherapeuten gegenüber Öffentlichkeit, Politik und Arbeitgeber- wie Arbeitnehmervertretungen
- Stärkung der Zusammengehörigkeit von Kinder- und Jugendlichenpsychotherapeuten und Psychologischen Psychotherapeuten
- Kooperation mit Vertretern anderer Gesundheitsberufe, z. B. der Ärztekammern
- Förderung und Weiterentwicklung der Psychotherapieforschung
- Förderung der psychotherapeutischen Aus-, Fort- und Weiterbildung
- Qualitätssicherung der psychotherapeutischen Berufsausübung
- Hinwirkung auf eine ausreichende psychotherapeutische Versorgung der Bevölkerung im kurativen, präventiven und rehabilitativen Bereich

## Organe

### Deutscher Psychotherapeutentag
Der Deutsche Psychotherapeutentag (DPT) ist die Bundesdelegiertenversammlung der Bundespsychotherapeutenkammer. Er tagt mindestens einmal pro Jahr, meist jedoch zweimal jährlich und besteht aus den Delegierten der zwölf Landeskammern. Diese sollen sich laut Satzung so zusammensetzen, dass die Berufe der Psychologischen Psychotherapeuten sowie der Kinder- und Jugendlichenpsychotherapeuten im Verhältnis ihrer Vertretung in den Kammerversammlungen repräsentiert sind. Der DPT beschließt unter anderem berufspolitische Leitlinien der Bundespsychotherapeutenkammer, wählt den Bundesvorstand, bildet Fachausschüsse und Kommissionen und ist für Haushaltsentscheidungen zuständig.

### Bundesvorstand
Der Bundesvorstand führt die laufenden Geschäfte und setzt die Beschlüsse der Bundesdelegiertenversammlung um. Weiterhin berät er sich mit dem Länderrat über kammer- bzw. länderspezifische Fragestellungen. Der Bundesvorstand besteht aus dem Präsidenten, zwei Vizepräsidenten sowie zwei Beisitzern. Ihm gehören derzeit an:
- Andrea Benecke, Präsidentin
- Sabine Maur, Vizepräsidentin
- Nikolaus Melcop, Vizepräsident
- Wolfgang Schreck, Beisitzer
- Cornelia Metge, Beisitzerin

### Länderrat
Der Länderrat der Bundespsychotherapeutenkammer setzt sich zusammen aus den Präsidenten der Landeskammern. Gemäß Satzung hat er die Aufgabe, den Bundesvorstand zu beraten und die Zusammenarbeit zwischen Länder- und Bundesebene sowie gemeinschaftliche Initiativen zu koordinieren. Der Länderrat tagt mehrmals im Jahr, der turnusmäßige Wechsel des Vorsitzes erfolgt jährlich.

## Gremien

### Fachgremien
Die Organe der Bundespsychotherapeutenkammer werden durch die fachliche Arbeit verschiedener Fachausschüsse und Kommissionen unterstützt: Der Ausschuss für Kinder- und Jugendlichenpsychotherapie, der Ausschuss für Psychotherapie in Institutionen, die Kommission zur Zukunft der Krankenhausversorgung sowie die Kommission Zusatzqualifizierung. Weitere Fachgremien und Beauftragte können von der Bundesdelegiertenversammlung gebildet bzw. berufen werden.

### Wissenschaftlicher Beirat Psychotherapie
Der Wissenschaftliche Beirat Psychotherapie (WBP) ist ein gemeinsames Gutachtergremium der Bundespsychotherapeutenkammer und der Bundesärztekammer, das mit der Entwicklung und Fortschreibung wissenschaftlicher Kriterien zur Beurteilung psychotherapeutischer Verfahren und Behandlungsmethoden betraut ist. Ihm unterliegt die Anerkennung von neuen psychotherapeutischen Therapieverfahren. Der Wissenschaftliche Beirat Psychotherapie besteht seit 1998 und findet seine Grundlage im Psychotherapeutengesetz. Die Besetzung erfolgt paritätisch mit je sechs Vertretern beider Kammern.

### Bundeskonferenz PiA
Zur Wahrung der Interessen der Psychotherapeuten in Ausbildung (kurz PiA) findet mindestens einmal jährlich die Bundeskonferenz PiA statt. Sie gibt dem psychotherapeutischen Nachwuchs die Gelegenheit des länderübergreifenden Austauschs sowie des Vorbringens der Belange der in Ausbildung befindlichen zukünftigen Mitglieder. Jede Landeskammer kann zwei PiA-Vertreter entsenden. Der dort gewählte Sprecher und seine Stellvertreter sind PiA-Ansprechpartner des Bundesvorstandes und können auf Einladung an Vorstandssitzungen teilnehmen.

## Diotima-Ehrenpreis der deutschen Psychotherapeutenschaft
Der seit 2009 öffentlich verliehene Diotima-Ehrenpreis ehrt Personen und Institutionen, die sich entweder besonders um die Versorgung psychisch kranker Menschen oder um ihre berufspolitischen oder wissenschaftlichen Leistungen verdient gemacht haben. Der Preis geht auf Diotima, eine mythische Priesterin der Antike und Lehrerin des Sokrates, zurück.
Bisherige Preisträger
- 2009: Detlev Kommer (posthum), Annelies Arp-Trojan, Hans-Joachim Schwarz, Hans-Volker Werthmann
- 2010: Thomas Bock, Dachverband Gemeindepsychiatrie (Vorsitzender Wolfgang Faulbaum-Decke)
- 2011: Bundesweite Arbeitsgemeinschaft der psychosozialen Zentren für Flüchtlinge und Folteropfer (BAfF, Vorsitzende Elise Bittenbinder)
- 2012: Dietmar Schulte
- 2013: Hans Hopf, Fritz Mattejat
- 2014: Ursula Lehr
- 2015: Stefan Klingberg
- 2016: Christine Knaevelsrud
- 2017: Wilma Funke, Gerhard Bühringer, Johannes Lindenmeyer, Peter Missel
- 2018: Ellen Bruckmayer, Hans-Jochen Weidhaas
- 2019: Birgit Kröner-Herwig, Paul Nilges